# Туган-Барановские
Туган-Барановские (Туган-Мурза-Барановские, пол. Tuhan-Baranowski) — старинный дворянский род польских татар, впервые упоминаемый в исторических хрониках XV века.

## Выдающиеся представители рода
- Принц Темир Туган-бей — родоначальник. По данным историка Михаила С. Туган-Барановского, принц Темир Туган-бей прибыл ко двору великого князя Витовта (Витольда) вместе с женой и двумя сыновьями: Амираном и Аль-Кадром.
- Туган-Мирза-Барановский, Александр Амуратович (1847—1884) — офицер, историк и археолог; писал статьи по истории Запорожья, Украины, Русской Императорской гвардии[1].
- Туган-Мирза-Барановский, Николай Амуратович (1854—1895) — товарищ прокурора, нотариус. Автор серии статей о Талмуде в «Новом Времени». По данным Обзора Д. Д. Языкова, Николай Амуратович скончался в глубокой бедности, оставив вдову и двух малолетних дочерей без средств к существованию.
- Туган-Мирза-Барановский, Владимир Александрович (1860—1887) — писатель[2].
- Туган-Барановская, Таисия Петровна (1831—?) — писательница.
  - Михаил С. Туган-Барановский — историк.
- Туган-Барановский, Михаил Иванович (1865—1919) — российский и украинский экономист, историк, представитель «легального марксизма»; после 1917 — политик и государственный деятель Украинской народной республики (министр финансов).
- Туган-Барановская, Лидия Карловна (1869—1900) — писательница, супруга предыдущего[3].
  - Михаил Михайлович Туган-Барановский (1902—1986) — писатель, псевдоним — Свитязский.
    - Туган-Барановский, Джучи Михайлович (1948—2015) — профессор, доктор исторических наук, заведующий кафедрой новой и новейшей истории Волгоградского университета.
- Туган-Мирза-Барановский, Давид Иванович (1881—1941) — офицер Русской Императорской армии и Белого движения.
- Людмила Ивановна Туган-Барановская (1879—1960), муж — Любимов, Дмитрий Николаевич.
- Лев Степанович Туган-Барановский (1880—?) — офицер Русской императорской армии[4]
- Туган-Барановский, Михаил Леонович (01.12.1879 — 11.12.1937), уроженец г. Владимир, русский, беспартийный, из дворян, образование среднее, подполковник (с 05.05.1917) царской армии (призыва 01.09.1897 в 4-й Владивостокский крепостной артиллерийский полк, где дослужился до капитана; с июля 1915 переведён в 5-й полевой Тяжелый Артиллерийский дивизион в составе двух тяжелых батарей, который переименован 03.06.1915 г. в 10-й отдельный Тяжелый Артиллерийский дивизион — Северный фронт), с 22.01.1919 — заведующий 1-х Советских Харьковских инструкторских артиллерийских курсов, с конца мая 1919 г. — начальник артиллерии советского укрепрайона Харькова, с октября 1919 г. — военный преподаватель вузов Петрограда-Ленинграда до 1930 г. (высшая артиллерийская школа в Детском селе и Артиллерийская Военно-техническая Академия РККА им. Ф. Э. Дзержинского на Арсенальной набережной, д.17), в 1930—1932 гг. — Начальник Томской артиллерийской школы, в 1932—1937 гг. — военный руководитель Яснополянской школы Щекинского р-на Московской обл., проживал по месту работы.

## Описание герба
В голубом поле красное сердце, внутри которого серебряная половина конского удила; под сердцем — два скрещённых ятагана.
Щит увенчан дворянскими шлемом и короной. Нашлемник: полумесяц. Намёт на щите голубой, подложенный серебром.